# محمود المسعدي
محمود المسعدي (تازركة، 28 جانفي 1911 - المرسى، 16 ديسمبر 2004) كاتب ومفكر وسياسي تونسي. له العديد من المؤلفات الهامة من أبرزها مسرحية السد، كتاب حدث أبو هريرة قال الذي اختير كتاسع أفضل 100 رواية عربية من اتحاد الكتاب العرب. تولى وزارة التربية القومية ووزارة الشؤون الثقافية ورئاسة مجلس النواب. وتمكن من إقرار مجانية التعليم لكل طفل تونسي.

## الحياة المبكّرة والتعليم
وُلد المسعدي في مدينة تازركة بولاية نابل في تونس. بدأ تعليمه في المدرسة القرآنية بالقرية، حيث حفظ جزءًا من القرآن قبل التحاقه بالمدرسة الابتدائية في قربة، ثم أنهى دراسته الثانوية في المعهد الصادقي في تونس عام 1933. في نفس العام التحق بجامعة السوربون في باريس لدراسة اللغة العربية وآدابها. تخرَّج عام 1936 ثم بدأ بإعداد أطروحته الأولى لنيل درجة الدكتوراه عن أبي نواس وأطروحة ثانية عن إيقاع الشعر العربي الكلاسيكي. أنهى رسالته الأولى لكن الحرب العالمية الثانية منعته من تقديمها. صدر البحث الثاني فيما بعد باللغتين العربية والفرنسية. بدأ التدريس في مركز الدراسات الإسلامية بباريس عام 1952.

## المسيرة المهنيّة

### البداية
ولد في مدينة تازركة بولاية نابل بتونس. وبدأ تعليمه في كتّاب القرية حيث أتم حفظ القرآن الكريم قبل أن يبدأ مرحلة التعليم الابتدائي في قربة. ثم أتم الدراسة الثانوية في المعهد الصادقي عام 1933. وفي العام نفسه، التحق بكلية الآداب بجامعة السوربون ليدرس اللغة العربية وآدابها. وتخرج منها عام 1936، وشرع في إعداد رسالته الأولى «مدرسة أبي نواس الشعرية»، ورسالته الثانية حول «الإيقاع في السجع العربي»، إلا أن الحرب العالمية الثانية قد حالت دون إتمامهما. ونشرت الثانية، لاحقاً، بالعربية والفرنسية. وقام المسعدي بالتدريس الجامعي في كل من تونس وفرنسا.
وإلى جانب التدريس الجامعي، انخرط المسعدي في السياسة، حيث تولّى مسؤولية شؤون التعليم في حركة الاستقلال الوطني التي التحق بها مناضلا ضد الاستعمار الفرنسي، كما لعب دورا قياديا في العمل النقابي للمعلمين.
بعد الاستقلال عام 1956، تولّى المسعدي وزارة التربية القومية، وحيث أسس الجامعة التونسية. وقبلها، كان قد تمكن من إقرار مجانية التعليم لكل طفل تونسي. وفي 1976، تولّى المسعدي وزارة الشؤون الثقافية. قبل أن ينهي حياته السياسية كرئيس مجلس النواب وبالإضافة إلى تلك المسئوليات، كان للكاتب نشاط وافر في منظمتي اليونسكو والأليكسو ومجمع اللغة العربية في الأردن. وكذلك أشرف على مجلة «المباحث» عام 1944، ثم على مجلة «الحياة الثقافية» عام 1975.
كتب المسعدي أعماله الهامة بين العامين 1939 و 1947. وتكشف هذه الأعمال عن التأثير القرآني على تكوينه الفكري والعقائدي وعلى أسلوبه. كما تنم أعماله عن إحاطته بأعمال المفكرين المسلمين في مختلف العصور، وبالأدب العربي القديم التي بدأ اهتمامه بها منذ مرحلة دراسته الثانوية، بالإضافة إلى اطلاعه الواسع العميق على الآداب الفرنسية خاصة والغربية عامة.

### النتاج الأدبي
أنشأ المسعدي محمود مجلتين هما المباحث والحياة الثقافية والتي لا تزال تصدرُ عن وزارة الثقافة. كتبَ المسعدي أعماله الهامة بين عامي 1939 و 1947. تكشف هذه الأعمال عن التأثير القرآني على تكوينه الفكري والعقائدي وأسلوبه. تكشف أعماله أيضًا عن معرفته بأعمال المفكرين المسلمين من مختلف العصور، وخاصة الأدب العربي القديم الذي كان مهتمًا به منذ المدرسة الثانوية. كان تخصصه هو قدرته على الجمع بين هذه المعرفة بالتقاليد العربية الإسلامية الغنية ومعرفته الواسعة بالأدب والفلسفة الغربية وخاصة الفرنسية.
تُعتبر رواية السد واحدةً من أشهر أعماله، حيث كتبها عام 1940 ولكنها لم تُتشر حتى عام 1955. تحكي الرواية قصّة غيلان وزوجته ميمونة اللذين وصلا إلى واد مليء بالناس الذين يعبدون إلهة الجفاف. قرر غيلان أن يبني للناس سدًا، لمنحهم مصدرًا موثوقًا للمياه وعلاجهم من خرافاتهم لكنّ الفكرة تسبَّبت في وقتٍ ما بنتائج كارثيّة على القرية.  اعتُبرت هذه الرواية كلاسيكية لكنّ لغتها كانت واضحة، وكما ذكر بعض النقاد حول هذا العمل: «تكمنُ الجودة الأدبية العالية لرواية السدّ في وضوحها الأصلي، وأصدائها الأسلوبية للقرآن الكريم واسترجاعه الماهر [الكاتب] للتراث الأدبي التونسي.»

### العمل الحكومي
بالإضافة إلى التدريس في الجامعات في كل من تونس وفرنسا، كان المسعدي منخرطًا في السياسة. تولَّى مسؤولية الشؤون التربوية في حركة الاستقلال الوطني التي شارك فيها في محاربة الاستعمار الفرنسي، كما لعب دورًا قياديًا في نقابة المعلمين. شارك المسعدي في المفاوضات مع فرنسا من أجل استقلال تونس عام 1955. شغل المسعدي بعد الاستقلال منصب عضو في البرلمان من عام 1959 حتى عام 1981، ثمّ أصبحَ رئيسًا للبرلمان من عام 1981 إلى عام 1986.
تولَّى المسعدي وزارة التربية الوطنية حيث أسَّس الجامعة التونسية. كان قبل ذلك قادرًا على توفير تعليم مجاني لكل طفل تونسي. تولَّى لاحقًا وزارة الشؤون الثقافية في الفترة 1973-1976. بالإضافة إلى هذه المسؤوليات، كان للكاتب ثروة من النشاط في منظمتي اليونسكو واليكسو ومجمع اللغة العربية في الأردن.

## من مؤلفاته

غلاف كتاب حدث أبو هريرة قال.

- حدث أبو هريرة قال (1939، وطبع العمل كاملا عام 1973)، الترجمة الألمانية صدرت في 11 / 2009.
- السد (1940، وطبع العمل كاملا عام 1955)، الترجمة الألمانية نشرت في أكتوبر 2007.
- مولد النسيان التي نشرت للمرة الأولى عام 1945، وترجمت إلى الفرنسية (1993) والهولندية (1995). الترجمة الألمانية صدرت في مارس 2008.
- تأصيلا لكيان الذي جمع فيه شتات كتاباته الأدبية والفكرية طوال حياته.
- من أيام عمران نشرت بالألمانية مع «المسافر» و «السندباد والطّهارة» في أكتوبر 2012.

## من أقواله
- أعطوني زراعة أضمن لكم حضارة
- مقدار من الجنون لا بد منه من أجل مقدار من الحرية.
- الأرض طواعية للرجال الذين يملكون الأمل ويقدرون على تحدي المستقبل

## الجوائز والتكريم
سُمّيت عدة مؤسسات تربوية عمومية بإسمه ومنها:
- معهد محمود المسعدي بأريانة
- معهد محمود المسعدي بالفحص
- معهد محمود المسعدي بالحنشة
- المدرسة الإعدادية محمود المسعدي بسبيبة